# Sitzendorf (Niemcy)
Sitzendorf – miejscowość i gmina w Niemczech, w kraju związkowym Turyngia, w powiecie Saalfeld-Rudolstadt, wchodzi w skład wspólnoty administracyjnej Schwarzatal. Do 31 grudnia 2018 siedziba wspólnoty administracyjnej Mittleres Schwarzatal.